# Asesino en el asiento trasero

El asesino en el asiento trasero (también conocido como Asesino en el asiento de atrás, es una leyenda urbana de Americana y Europea. Fue señalado por primera vez por el folclorista Carlos Drake en el año 1968 en textos recopilados por estudiantes de la Universidad de Indiana.

## Leyenda
La leyenda trata de una mujer que conduce y es seguida por un automóvil o camión. El misterioso perseguidor enciende las luces altas, la sigue de cerca y, a veces, incluso embiste su vehículo. Cuando finalmente llega a casa, se da cuenta de que el conductor del auto estaba tratando de advertirle que había un hombre (un asesino o un paciente psiquiátrico fugitivo) escondido en su asiento trasero. Cada vez que el hombre se alzaba para atacarla, el conductor que iba detrás había usado las luces altas para asustar al asesino, lo que hizo que se agachara de nuevo en el asiento trasero.
En algunas versiones, la mujer se detiene para cargar gasolina y el encargado le pide que entre para solucionar un problema con su tarjeta de crédito. Dentro de la estación, le pregunta si sabe que hay un hombre en su asiento trasero. (Un ejemplo de esta interpretación se puede ver en el episodio de la serie de 1998 llamada Millennium, el episodio se llamaba "The Pest House"). En otra, ella ve una muñeca en la carretera en los páramos, se detiene y luego el hombre se sube en el asiento trasero.

## Origen
La historia ha sido identificada como en circulación al menos desde fines de la década de 1960, y puede haber ganado un reconocimiento más amplio después de aparecer en una carta a la columnista de consejos Ann Landers en el año 1982. Se ha especulado, incluso del fundador de Snopes, David Mikkelson, que la leyenda puede haberse inspirado en un caso vagamente similar que tuvo lugar en 1964, en el cual un asesino fugitivo se escondió en el asiento trasero de un automóvil, solo para terminar baleado por el dueño del automóvil, un detective de policía. Desde entonces se han observado otros casos algo similares, aunque no idénticos, incluido el del folclorista Jan Harold Brunvand.

## Interpretaciones
La historia suele contarse con una moraleja. El encargado suele ser un leñador, un camionero o un hombre de aspecto aterrador: alguien de quien la conductora desconfía sin razón. Ella supone que es el encargado quien quiere hacerle daño, cuando en realidad es él quien le salva la vida.

## En la cultura popular
- Una versión de la historia del autor Alvin Schwartz aparece en la colección de 1981 de cuentos cortos de terror para niños Scary Stories to Tell in the Dark.[7]

- La película Urban Legend del año 1998 comienza con este escenario.[8]

- En un episodio de la serie de 1998 Millennium, titulado "The Pest House", Frank Black persigue a una doctora de un hospital psiquiátrico después de que uno de sus pacientes se escapa en la parte trasera de su auto e intenta matarla. Cuando se detiene en una gasolinera, el asistente la salva llevándola adentro.[9]

- Un episodio de 2003 de la serie de detectives Jonathan Creek , "The Coonskin Cap", comienza con una versión de esta leyenda, excepto que en lugar de un asesino dentro del auto, el conductor que la persigue está tratando de alertar a la mujer de que hay un cuerpo atado a la parte trasera de su auto.[10]

- En el episodio de la serie American Horror Stories del año 2022, titulado "Drive", Marci (interpretada por Bella Thorne) conduce a casa desde un club nocturno y un jeep comienza a hacer luces altas hacia ella. Marci huye y pierde al jeep, luego se esconde detrás de una lavandería de autos, luego su amiga Piper le cuenta a Marci la leyenda. Más tarde, se revela que el conductor del jeep realmente vio a alguien en el asiento trasero, pero no era un asesino, en realidad era alguien a quien Marci secuestró ella misma, subvirtiendo la leyenda, con un elemento que invierte al hombre en el asiento trasero de victimario a víctima, de la misma forma que ahora el conductor aparentemente inocente, toma el elemento siniestro.[11]